# Sardana de l'Any 2007

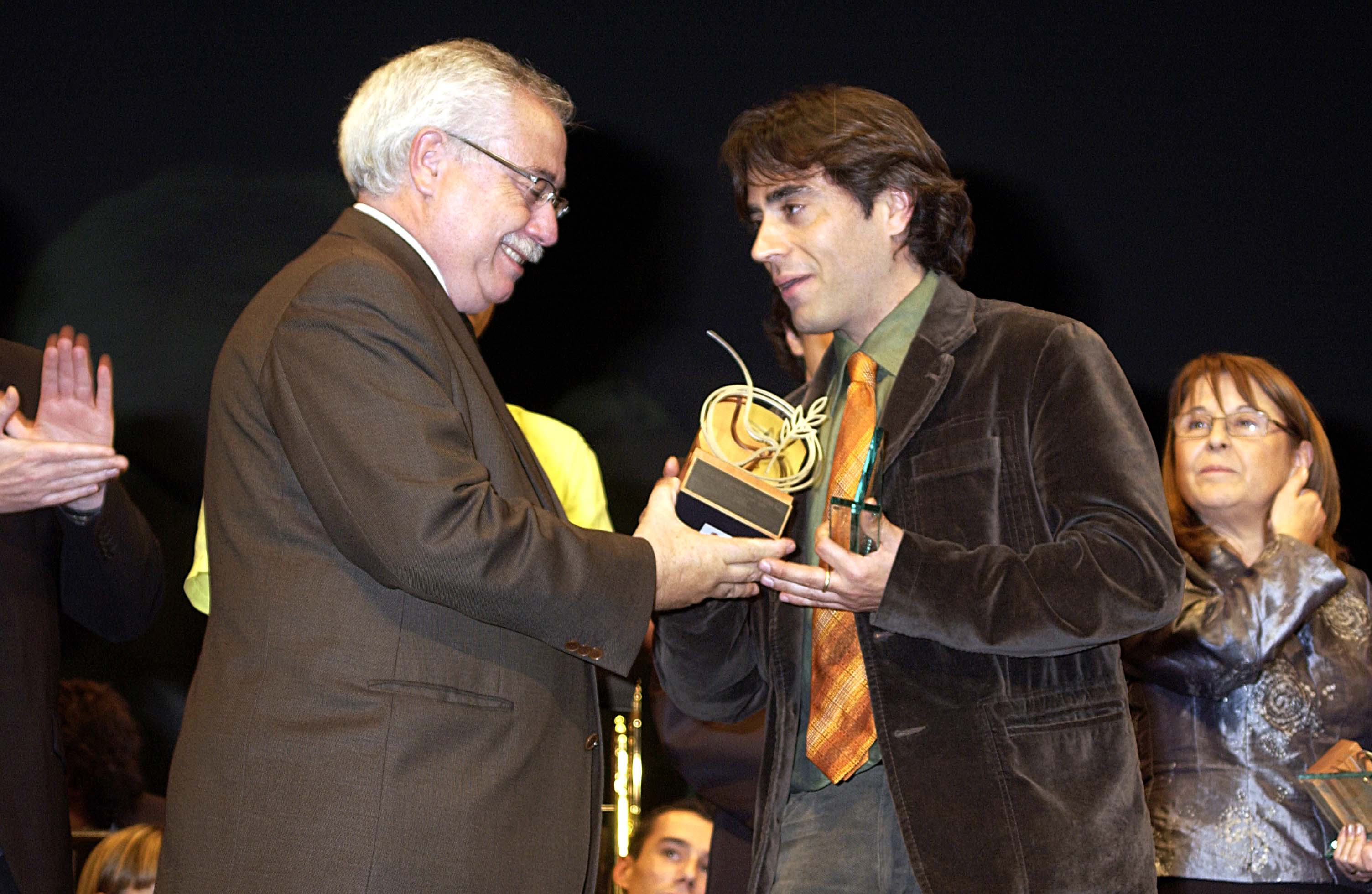
Lliurament del premi Sardana de l'Any 2007 al fill de Joan Segura (dreta)

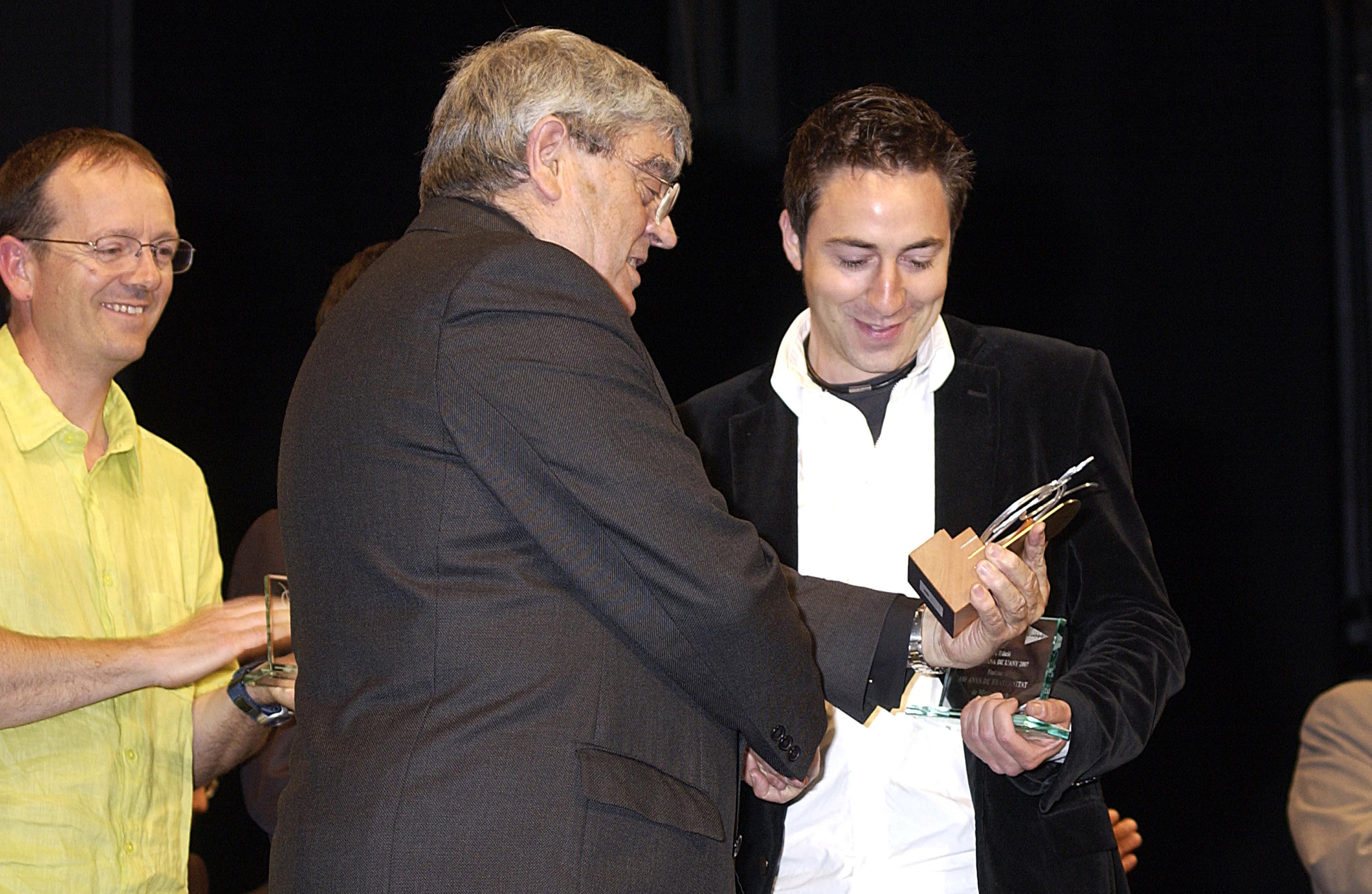
Lliurament del premi Federació a Marc Timón

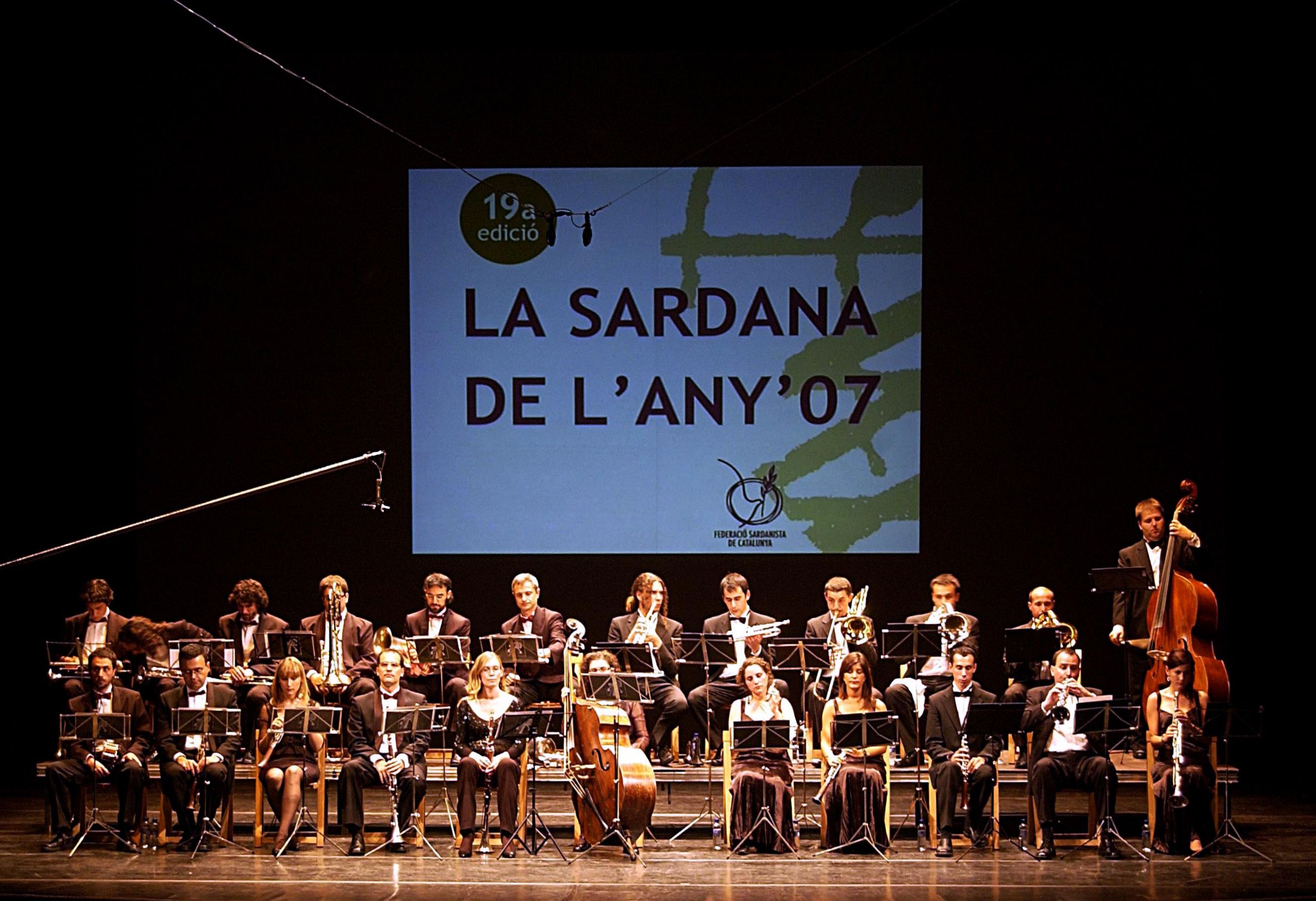
Sardana de l'Any 2007 - Les cobles Sabadell i Reus Jove.

La Sardana de l'Any 2007 és la dinovena edició del concurs de Sardana de l'Any que promou la Federació Sardanista de Catalunya. La sardana guanyadora fou 50 anys junts de Joan Segura, que va ser escollida pel públic assistent amb 180 vots al Teatre Fortuny de Reus el 10 de maig de 2008. Les interpretacions de les sardanes les feren les cobles Sabadell i Reus Jove.
50 anys junts va ser escrita amb motiu de les noces d'or d'Olesa Sardanista per Joan Segura i Gotsens, fill d'aquesta població del Baix Llobregat, de 72 anys. Els dos accèssits a aquest títol de popularitat els van obtenir A Garcia, 10 i més de Carles Santiago i 30 anys a sac d'Enric Ortí.
Al costat de les tres sardanes que ostentaren la màxima popularitat de totes les estrenades al llarg de 2007, a Reus també es va atorgar el Trofeu Federació instituït com a premi de la crítica a partir de la valoració de les 80 sardanes del certamen feta pels responsables dels programes de les 31 emissores de ràdio que han pres part en les successives fases eliminatòries d'aquesta edició. En aquesta edició el Trofeu Federació de La Sardana de l'Any va ser per 100 anys de fraternitat de Marc Timón.
En el concert de cloenda de La Sardana de l'Any es va dedicar un record a Josep Maria Boix i Manel Saderra i Puigferrer, en ocasió del centenari del seu naixement, així com amb sengles sardanes de tres compositors reusencs: Josep Casanovas, Josep Maria Baiges i Antoni Planàs. Les cobles Sabadell i Reus Jove van tancar la vetllada musical amb la composició Petit ballet imaginari d'Agustí Borgunyó.

## Final
| Pos | Sardana                 | Compositor      | Vots | Premi                      |
| --- | ----------------------- | --------------- | ---- | -------------------------- |
| 1   | 50 anys junts           | Joan Segura     | 180  | Guanyador Sardana de l'Any |
| 2   | A Garcia, 10 i més      | Carles Santiago | 152  | Primer accèssit            |
| 3   | 30 anys a sac           | Enric Ortí      | 142  | Segon accèssit             |
|     | 100 anys de fraternitat | Marc Timón      |      | Trofeu Federació           |

## Semifinals
| Semifinal | Data                | Sardana                                | Compositor        | Vots |
| --------- | ------------------- | -------------------------------------- | ----------------- | ---- |
| 1         | 16 / 17 Febrer 2008 | Torredembarra centenària               | Tomàs Gil         | 448  |
| 1         | 16 / 17 Febrer 2008 | 25 anys de tradicions                  | Joaquim Soms      | 331  |
| 2         | 23 / 24 Febrer 2008 | 100 anys de fraternitat                | Marc Timón        | 407  |
| 2         | 23 / 24 Febrer 2008 | Violetes boscanes                      | Francesc Teixidó  | 381  |
| 3         | 1 / 2 Març 2008     | Dolça Ester                            | Lluís Alcalà      | 454  |
| 3         | 1 / 2 Març 2008     | Mar i palmeres                         | David Estañol     | 434  |
| 4         | 8 / 9 Març 2008     | A Garcia, 10 i més                     | Carles Santiago   | 509  |
| 4         | 8 / 9 Març 2008     | Els nostres amics, els de les sardanes | Jeroni Velasco    | 370  |
| 5         | 15 / 16 Març 2008   | Cinquanta anys junts                   | Joan Segura       | 765  |
| 5         | 15 / 16 Març 2008   | Banyoles.cat                           | Jordi Paulí       | 440  |
| 6         | 29 / 30 Març 2008   | Centúria a Reus                        | Jesús Ventura     | 493  |
| 6         | 29 / 30 Març 2008   | Palamós encisador                      | Josep Solà        | 483  |
| 7         | 5 / 6 Abril 2008    | 30 anys a sac                          | Enric Ortí        | 490  |
| 7         | 5 / 6 Abril 2008    | Drac Màgic                             | Xavier Forcada    | 386  |
| 8         | 12 / 13 Abril 2008  | L'àvia Teresa                          | Carles Raya       | 476  |
| 8         | 12 / 13 Abril 2008  | La palmera del Casal                   | Ferran Carballido | 349  |
| 9         | 19 / 20 Abril 2008  | 50 anys de passió                      | René Picamal      | 440  |
| 9         | 19 / 20 Abril 2008  | Blanes                                 | Jordi Molina      | 341  |
| 10        | 26 / 27 Abril 2008  | El canó de Palamós                     | Joan Làzaro       | 410  |
| 10        | 26 / 27 Abril 2008  | Ara és l'hora de Banyuls               | Joan J. Beumala   | 386  |

## Eliminatòries
| Eliminatòria | Data                  | Sardana                                | Compositor                   | Vots |
| ------------ | --------------------- | -------------------------------------- | ---------------------------- | ---- |
| 1            | 15 / 16 Setembre 2007 | Ara és l'hora de Banyuls               | Joan J. Beumala              | 242  |
| 1            | 15 / 16 Setembre 2007 | Blanc de puntes, blau de mar           | Joaquim Soms                 | 238  |
| 1            | 15 / 16 Setembre 2007 | Anys de franquesa                      | Daniel Gasulla               | 149  |
| 1            | 15 / 16 Setembre 2007 | 30 anys fent camí                      | Agustí Pedrico               | 98   |
| 2            | 22 / 23 Setembre 2007 | Cinquanta anys junts                   | Joan Segura                  | 283  |
| 2            | 22 / 23 Setembre 2007 | Aniversari d'or                        | Carles Ferrés                | 157  |
| 2            | 22 / 23 Setembre 2007 | Ressò d'aniversari                     | Aleix Mach                   | 127  |
| 2            | 22 / 23 Setembre 2007 | Un cabàs plè d'història                | Concepció Ramió              | 85   |
| 3            | 29 / 30 Setembre 2007 | Palamós encisador                      | Josep Solà                   | 194  |
| 3            | 29 / 30 Setembre 2007 | La pineda d'en Gori                    | Miquel Tudela                | 189  |
| 3            | 29 / 30 Setembre 2007 | Cobla Baix Empordà                     | Anna Serra                   | 143  |
| 3            | 29 / 30 Setembre 2007 | El Moll Vell                           | Daniel Gasulla               | 127  |
| 4            | 6 / 7 Octubre 2007    | 30 anys a sac                          | Enric Ortí                   | 470  |
| 4            | 6 / 7 Octubre 2007    | Noces d'or al casal                    | Alfred Abad                  | 412  |
| 4            | 6 / 7 Octubre 2007    | Tres parelles silenques                | Dolors Viladrich             | 180  |
| 4            | 6 / 7 Octubre 2007    | Homenatge                              | Raul Vázquez                 | 168  |
| 5            | 13 / 14 Octubre 2007  | 100 anys de fraternitat                | Marc Timón                   | 313  |
| 5            | 13 / 14 Octubre 2007  | Ester                                  | Joan Vila                    | 175  |
| 5            | 13 / 14 Octubre 2007  | Una rialla d'infant                    | Joan Lluís Moraleda          | 147  |
| 5            | 13 / 14 Octubre 2007  | Seductora                              | Joan Casas                   | 56   |
| 6            | 20 / 21 Octubre 2007  | Blanes                                 | Jordi Molina                 | 210  |
| 6            | 20 / 21 Octubre 2007  | Aina                                   | Jordi Paulí                  | 202  |
| 6            | 20 / 21 Octubre 2007  | Una rosa com la Rosa                   | Tomàs Gil                    | 186  |
| 6            | 20 / 21 Octubre 2007  | Els de Vilanova i la Geltrú            | Isabel Medina                | 71   |
| 7            | 27 / 28 Octubre 2007  | Drac màgic                             | Xavier Forcada               | 352  |
| 7            | 27 / 28 Octubre 2007  | Un guixolenc més                       | Jaume Cristau                | 161  |
| 7            | 27 / 28 Octubre 2007  | Hi havia una vegada...                 | Daniel Martínez              | 96   |
| 7            | 27 / 28 Octubre 2007  | Feliços 25                             | Esteve Palet Mir             | 69   |
| 8            | 3 / 4 Novembre 2007   | Dolça Ester                            | Lluís Alcalà                 | 289  |
| 8            | 3 / 4 Novembre 2007   | Ja fa 10 anys                          | Jordi Leon                   | 270  |
| 8            | 3 / 4 Novembre 2007   | Marc i Susanna                         | Carles Santiago              | 211  |
| 8            | 3 / 4 Novembre 2007   | Girona aplec d'or                      | Josep Antoni López           | 166  |
| 9            | 10 / 11 Novembre 2007 | Missatge al més enllà                  | Pepita Llunell               | 144  |
| 9            | 10 / 11 Novembre 2007 | Rotllanes de violetes                  | Jaume Cristau                | 85   |
| 9            | 10 / 11 Novembre 2007 | Viola sylvestris                       | Josep Maria Serracant        | 154  |
| 9            | 10 / 11 Novembre 2007 | Violetes boscanes                      | Francesc Teixidó             | 206  |
| 10           | 17 / 18 Novembre 2007 | Mar i palmeres                         | David Estañol                | 245  |
| 10           | 17 / 18 Novembre 2007 | Joiós aniversari                       | Jordi León                   | 228  |
| 10           | 17 / 18 Novembre 2007 | Tal com li agradaven                   | Lluís Albert                 | 134  |
| 10           | 17 / 18 Novembre 2007 | El Vendrell, 100 anys de sardanes      | Josep Maria Guitart i Oliver | 127  |
| 11           | 24 / 25 Novembre 2007 | Els nostres amics, els de les sardanes | Jeroni Velasco               | 298  |
| 11           | 24 / 25 Novembre 2007 | Josep i Vicenç, bona gent              | Josep Fecúndez               | 182  |
| 11           | 24 / 25 Novembre 2007 | Terra ferma, ferma gent                | Joan Làzaro                  | 169  |
| 11           | 24 / 25 Novembre 2007 | A l'amic Pere Janer                    | Joan Lluís Moraleda          | 129  |
| 12           | 1 / 2 Desembre 2007   | A Garcia, 10 i més                     | Carles Santiago              | 397  |
| 12           | 1 / 2 Desembre 2007   | Badalona 2007 d.C.                     | Marc Timón                   | 200  |
| 12           | 1 / 2 Desembre 2007   | Entre núvols i clarianes               | Joan Druguet                 | 156  |
| 12           | 1 / 2 Desembre 2007   | Randellaires de Ripoll                 | Josep Navarro                | 133  |
| 13           | 8 / 9 Desembre 2007   | Banyoles.cat                           | Jordi Paulí                  | 207  |
| 13           | 8 / 9 Desembre 2007   | Els Xavis del Foment                   | Josep Farràs                 | 172  |
| 13           | 8 / 9 Desembre 2007   | Estany de travertins                   | Pitu Chamorro                | 130  |
| 13           | 8 / 9 Desembre 2007   | La claca de Banyoles                   | Joan Manuel Margalef         | 73   |
| 14           | 15 / 16 Desembre 2007 | Torredembarra centenària               | Tomàs Gil                    | 328  |
| 14           | 15 / 16 Desembre 2007 | Sempre un somriure                     | Enric Ortí                   | 248  |
| 14           | 15 / 16 Desembre 2007 | En Torcuato i la Maria                 | Carles Raya                  | 210  |
| 14           | 15 / 16 Desembre 2007 | Manresa Sardanista, 100 anys           | Florenci Trullàs             | 175  |
| 15           | 22 / 23 Desembre 2007 | 25 anys de tradicions                  | Joaquim Soms                 | 251  |
| 15           | 22 / 23 Desembre 2007 | Un present per a tu, Carles            | Joan J. Beumala              | 218  |
| 15           | 22 / 23 Desembre 2007 | Arribat el moment                      | Raul Vázquez                 | 130  |
| 15           | 22 / 23 Desembre 2007 | Sant Quirze està de festa              | Josep Prenafeta              | 83   |
| 16           | 12 / 13 Gener 2008    | Centúria a Reus                        | Jesús Ventura                | 332  |
| 16           | 12 / 13 Gener 2008    | Les quatre sirenes                     | Eduard Sendra                | 269  |
| 16           | 12 / 13 Gener 2008    | El cel de Sils                         | Josep Cassú                  | 269  |
| 16           | 12 / 13 Gener 2008    | Parella compenetrada                   | Emili Juanals                | 137  |
| 17           | 19 / 20 Gener 2008    | 12 cavallers                           | Roser Banet                  | 87   |
| 17           | 19 / 20 Gener 2008    | Petits tresors                         | Martí Fontclara              | 288  |
| 17           | 19 / 20 Gener 2008    | Trenc d'alba                           | Ivan Joanals                 | 130  |
| 17           | 19 / 20 Gener 2008    | L'àvia Teresa                          | Carles Raya                  | 317  |
| 18           | 26 / 27 Gener 2008    | El canó de Palamós                     | Joan Làzaro                  | 254  |
| 18           | 26 / 27 Gener 2008    | L'encís de Rubí                        | Sigfrid Galbany i Abril      | 222  |
| 18           | 26 / 27 Gener 2008    | Trenta de cinquanta                    | Xavier Forcada               | 151  |
| 18           | 26 / 27 Gener 2008    | Rosa estimada                          | Antoni Mas Bou               | 105  |
| 19           | 2 / 3 Febrer 2008     | 50 anys de passió                      | René Picamal                 | 370  |
| 19           | 2 / 3 Febrer 2008     | La nina que riu i plora                | Josep Solà                   | 209  |
| 19           | 2 / 3 Febrer 2008     | Passejant entre els núvols             | Olivier Marquès              | 162  |
| 19           | 2 / 3 Febrer 2008     | Salvadoriana                           | Esteve Palet Mir             | 78   |
| 20           | 9 / 10 Febrer 2008    | La palmera del casal                   | Ferran Carballido            | 305  |
| 20           | 9 / 10 Febrer 2008    | Vides paral·leles                      | Eduard Sendra                | 213  |
| 20           | 9 / 10 Febrer 2008    | Amb l'ampolla mig plena                | Xavier Capdevila             | 193  |
| 20           | 9 / 10 Febrer 2008    | Un gran camí                           | Carles Martí                 | 89   |